# Courtland Mead
Courtland Mead (* 19. April 1987 in Mission Viejo) ist ein US-amerikanischer Schauspieler und Synchronsprecher.

## Leben
Mead ist der Sohn von Denise und Robert Mead. Er spielte erstmals 1991 im Alter von nur 4 Jahren in der US-amerikanischen Sitcom Baby Talk mit.

## Filmografie (Auswahl)
- 1991: Baby Talk (Serie)
- 1992: Only You
- 1993: Todsünde
- 1993–1994: Schatten der Leidenschaft (Serie)
- 1994: Drachenwelt
- 1994: Den Killer im Nacken
- 1994: Die kleinen Superstrolche
- 1995: Mit Herz und Scherz
- 1995: Unter Anklage – Der Fall McMartin
- 1995–1996: Kirk (Serie)
- 1996: Hellraiser IV – Bloodline
- 1997: The Shining
- 1997: Der Hotelboy (Serie)
- 1997: Neds Bösenachtgeschichten (Serie)
- 1998: X-Factor: Das Unfassbare (Serie)
- 1998: Emma’s Wish
- 1999: Go
- 1999: Emergency Room – Die Notaufnahme (Serie)
- 1999–2000: New York Cops – NYPD Blue (Serie)
- 2001–2004: Lloyd im All (Synchronsprecher)
- 2002: Disneys Große Pause (Synchronsprecher, Serie)
- 2010: Mean Parents Suck